# شوكة لوح الكتف
شوكة لوح الكتف (بالإنجليزية: Spine of scapula)‏ أو (بالإنجليزية: scapular spine)‏ هي لوح بارز من العظام، يقطع بميل أربعة أخماس لوح الكتف من أعلاه، ويفصل بين الحفرة فوق شوكة الكتف والحفرة تحت شوكة الكتف.

## البنيان
تبدأ شوكة لوح الكتف عند الحافة الرأسية من لوح الكتف بمنطقة مثلثة الشكل ناعمة يرتكز فيها وتر الجزء السفلي من العضلة شبه المنحرفة، وترتفع الشوكة تدريجيا حتى تنتهي بالأخرم، والذي يتدلى فوق مفصل الكتف.
شوكة لوح الكتف مثلثة الشكل، ومفلطحة من أعلى إلى أسفل، وتتوجه قمتها نحو الحافة الفقرية من لوح الكتف.

### الجذر
جذر شوكة لوح الكتف هو الجزء الإنسي من شوكة لوح الكتف الأكثر قربا من وسط الجسم، وهوعلى نفس مستوى طرف النتوء الشوكي من الفقرة الصدرية الثالثة ، ومستوى الزاوية السفلى من الفقرة الصدرية السابعة.
ترتكز العضلة المعينية الصغيرة في الحافة الإنسية للوح الكتف، عند جذر شوكة لوح الكتف .

عظم الكتف الأيسر. جذر شوكة لوح الكتف مبين باللون الأحمر.
موضع جذر شوكة لوح الكتف مبين باللون الأحمر.
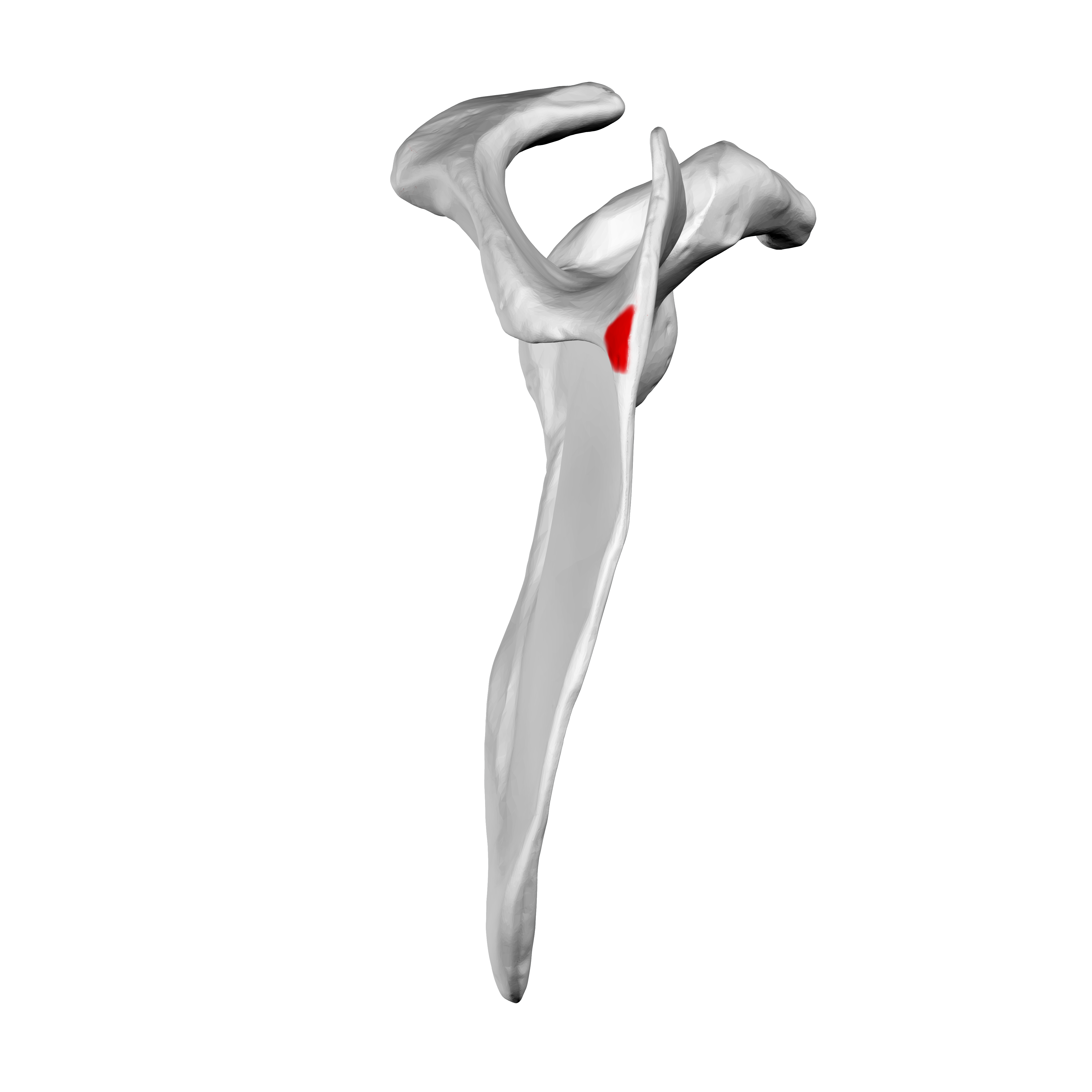
عظم الكتف الأيسر. عرض إنسي. جذر شوكة لوح الكتف مبين باللون الأحمر.
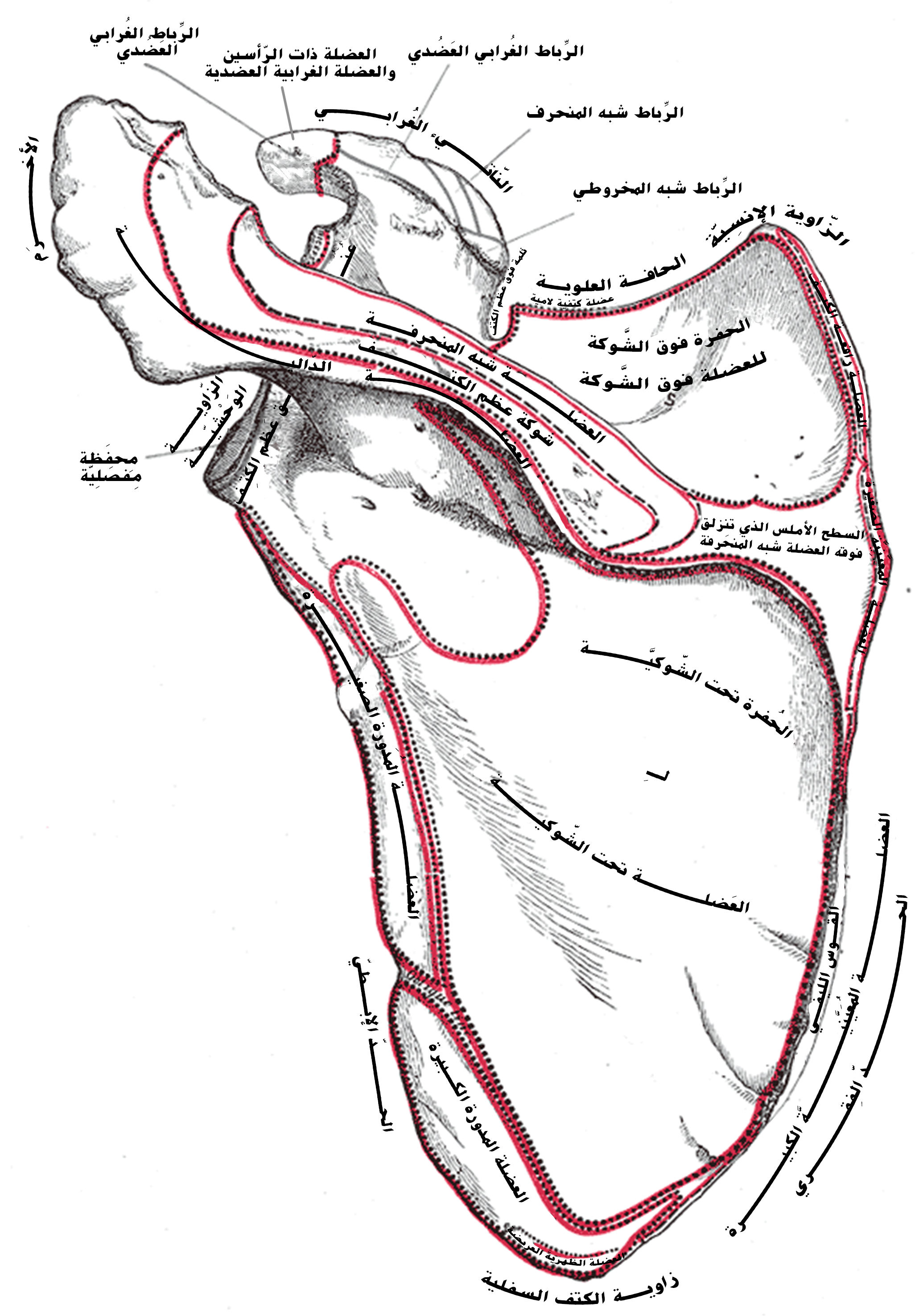
السطح الخلفي لعظم الكتف. جذر شوكة لوح الكتف في وسط اليمين. غير موسوم بعلامة أو كتابة اسم.
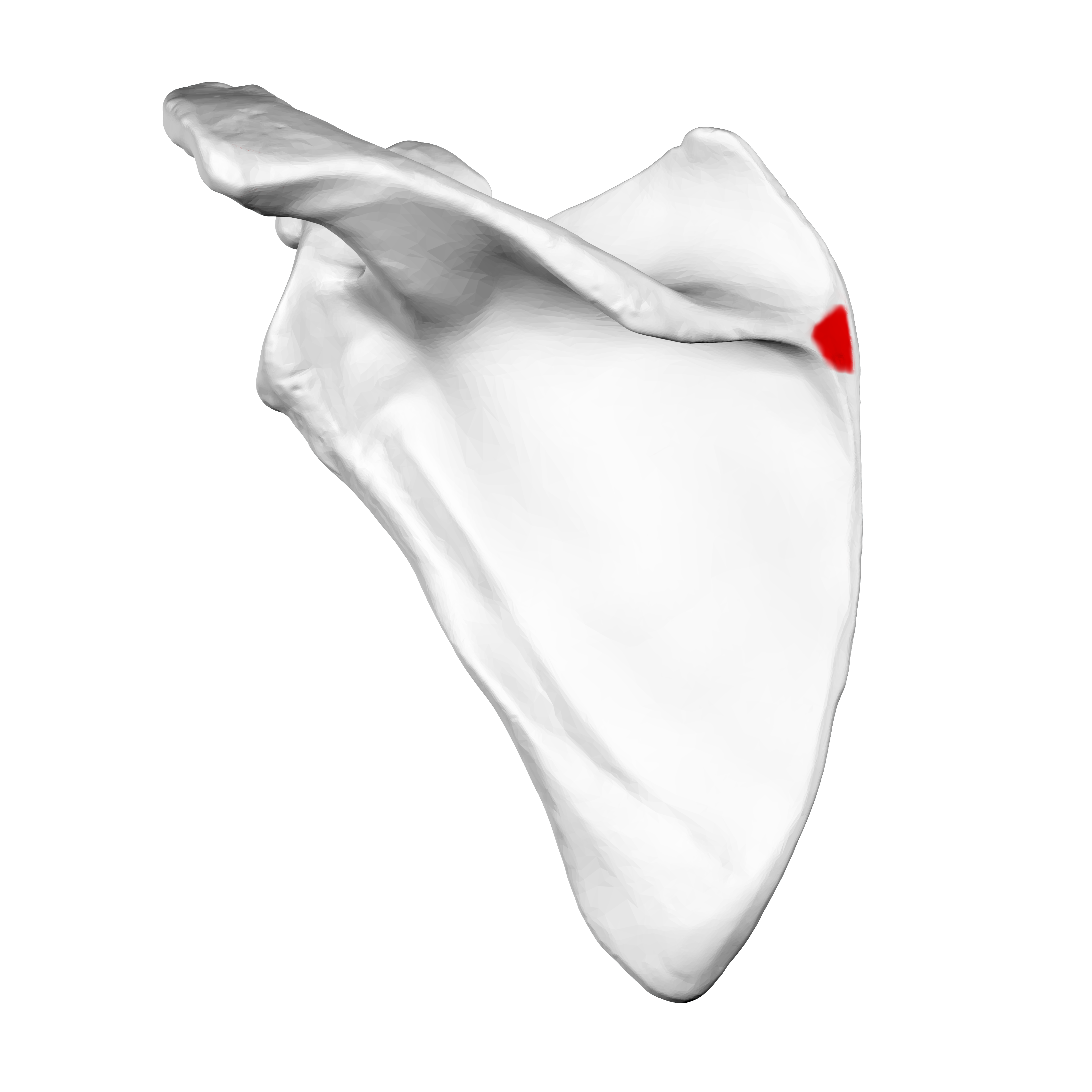
عظم الكتف الأيسر. عرض خلفي. جذر شوكة لوح الكتف مبين باللون الأحمر.

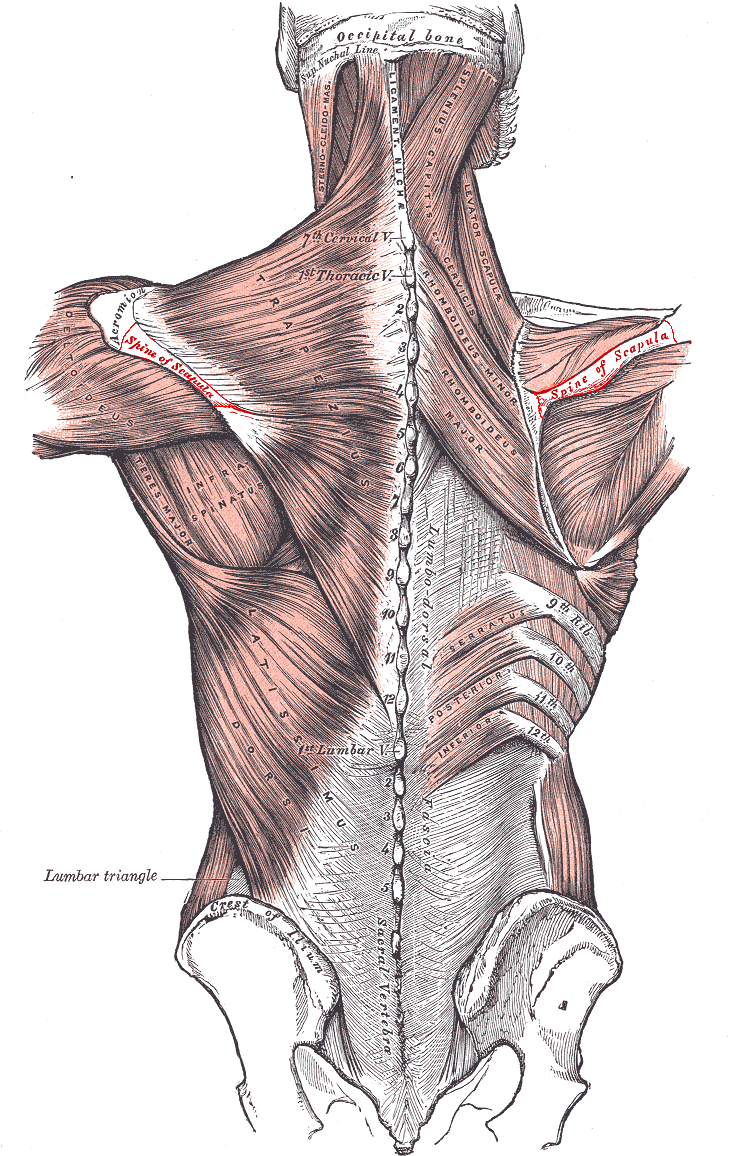
شوكة لوح الكتف معلمة باللون الأحمر وتظهر العضلات المتصلة بها.

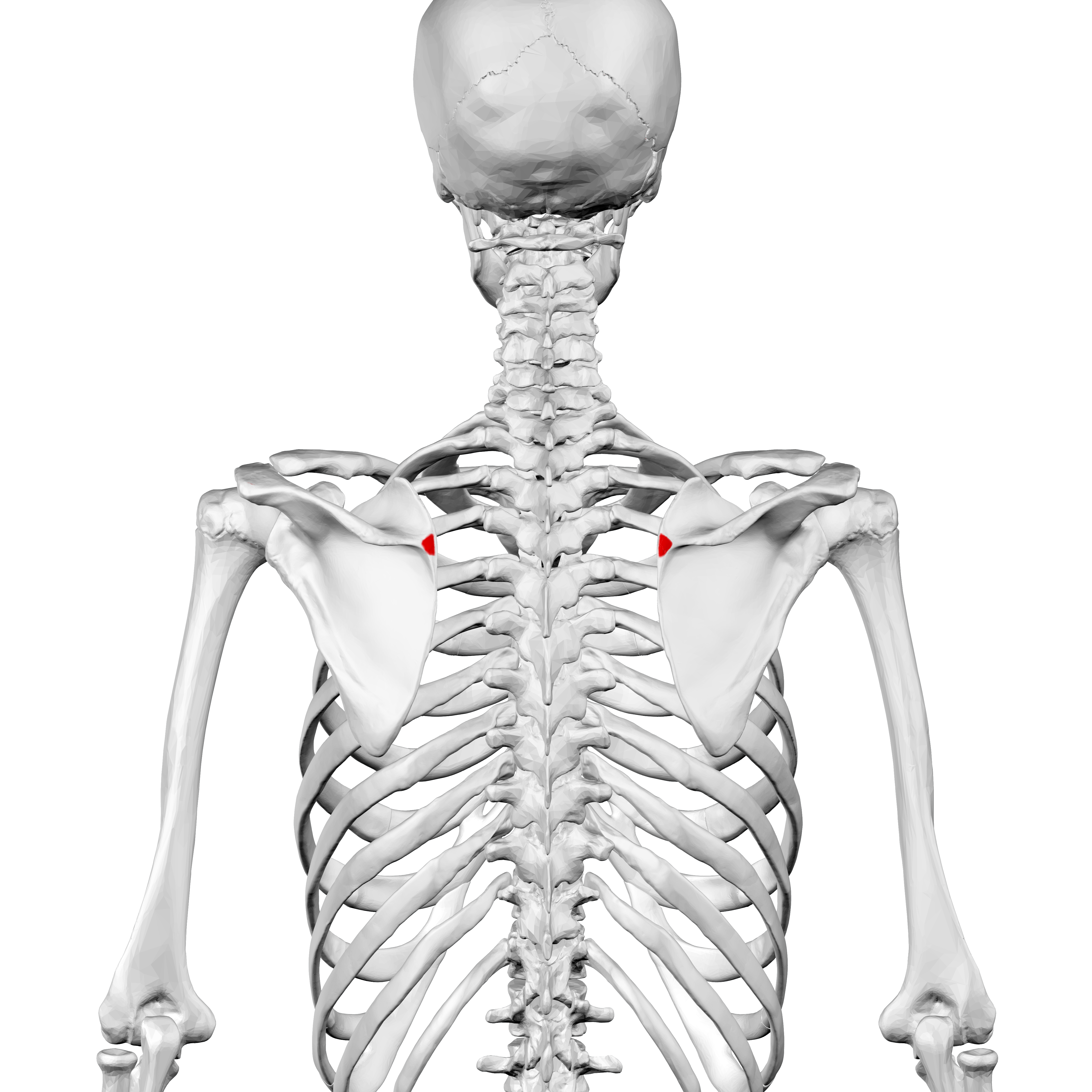
عرض خلفي. جذر شوكة لوح الكتف مبين باللون الأحمر.

## الوظيفة
شوكة لوح الكتف لها سطحين وثلاثة حواف.

### السطوح
1. السطح العلوي مقعر، ويساهم في تشكيل الحفرة فوق الشوكية، وينشأ منه جزء من العضلة فوق الشوكية.
2. السطح السفلى يشكّل جزءاً من سطح الحفرة تحت الشوكية، وينشأ منه جزء من العضلة تحت الشوكية، ويوجد بالقرب من وسطه فتحة نفق مغذي للعظم.

### الحواف
لأن شوكة لوح الكتف مثلثة الشكل فهناك حواف ثلاثة: الحافة الأمامية والحافة الخلفية والحافة الجانبية الوحشية.
1. الحافة الأمامية متصلة بالسطح الظهري لعظم الكتف.
2. الحافة الخلفية أو قمة الشوكة وهي عريضة واسعة لها شفتان وفاصل خشن متداخل :
  - تتصل العضلة شبه المنحرفة بالشفة العليا، وهناك بشكل عام حديبة خشنة على ذلك الجزء من الشوكة الذي يستقبل ارتكاز وتر الجزء  السفلي من هذه العضلة.
  - تتصل العضلة المثلثة (الدالية)على كامل طول الشفة السفلية.
  - الجزء الفاصل بين الشفتين هو تحت الجلد مباشرة ومغطى جزئيا بألياف أوتار هذه العضلات.
3. الحافة الجانبية الوحشية أو القاعدة، هي أقصر الحواف الثلاث، وهي مقعرة قليلا وسميكة ومستديرة، ومستمرة أعلاه مع السطح السفلي للأخرم وأدناه مع عنق لوح الكتف. وهي تشكل الحافة الإنسية من الثلمة الكتفية الكبيرة التي تعمل على ربط الحفرتين: فوق الشوكية وتحت الشوكية معا.

## معرض الصور

عظم الكتف الأيسر. شوكة لوح الكتف مبينة باللون الأحمر.
موضع شوكة لوح الكتف مبين باللون الأحمر.
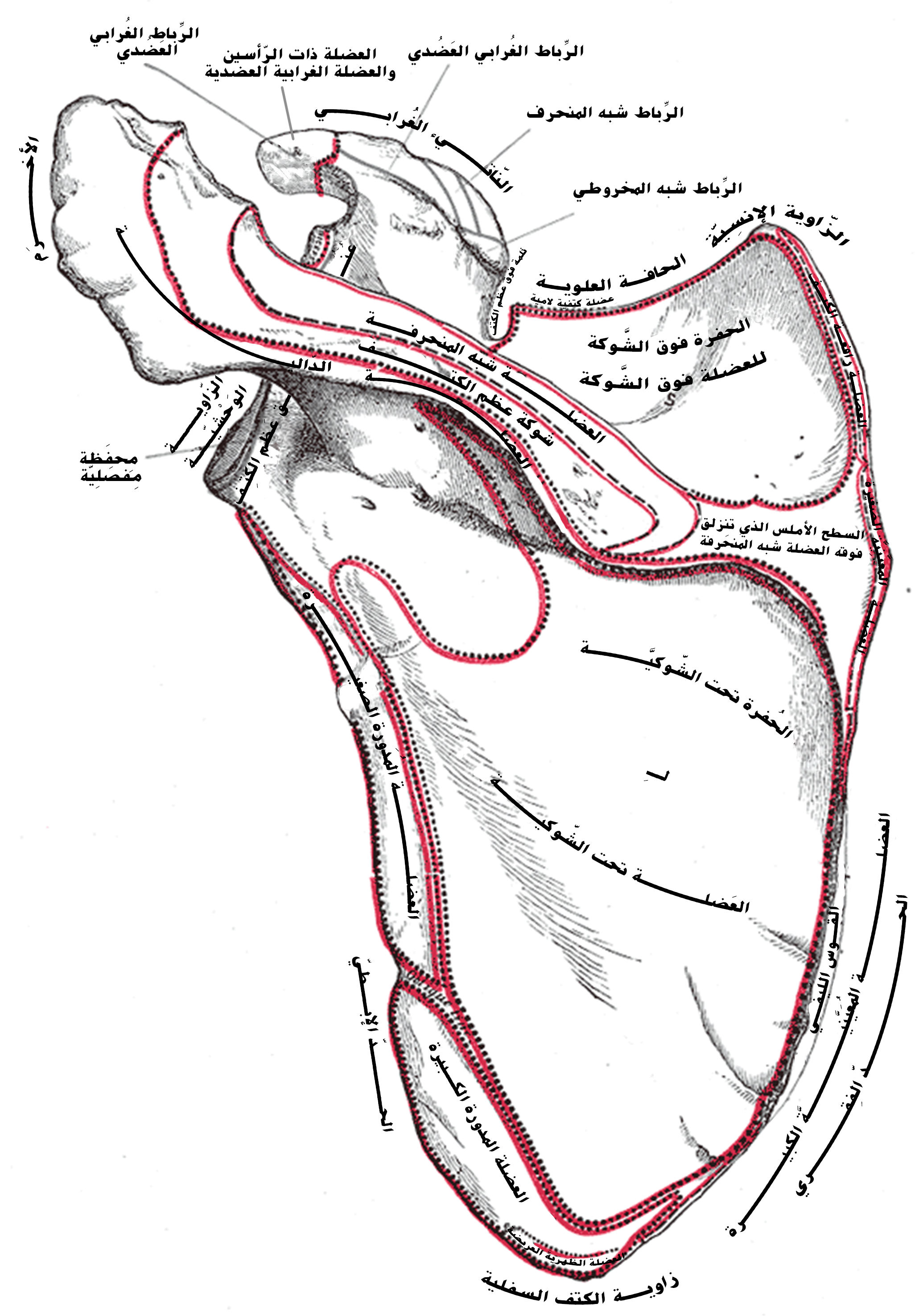
عظم الكتف الأيسر. عرض خلفي. شوكة لوح الكتف بارزة للخارج واسمها مكتوب في أعلى المنتصف.
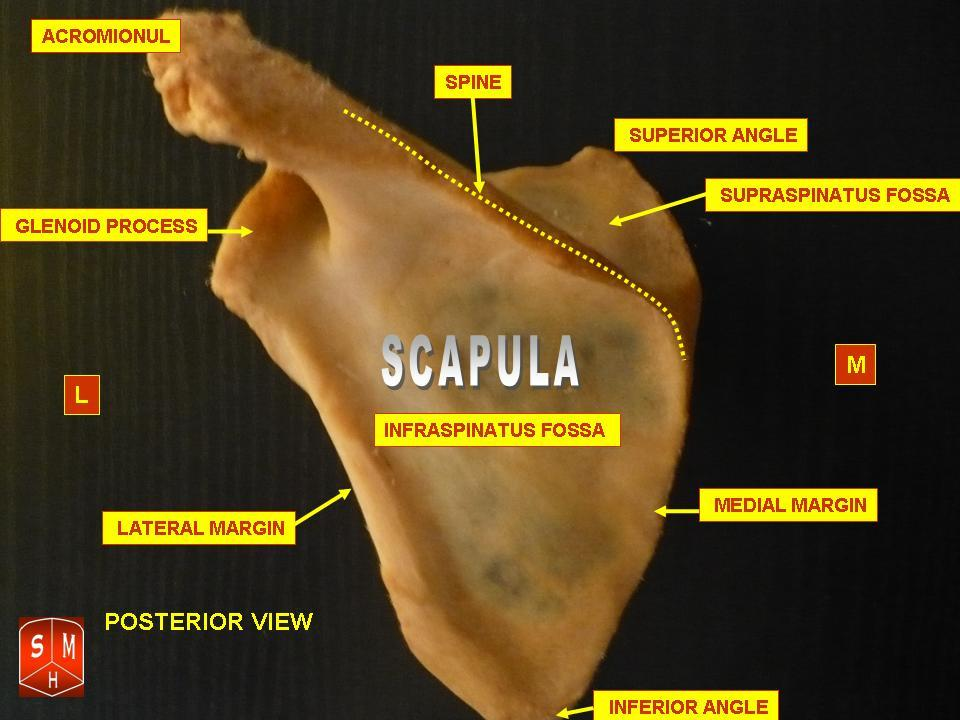
عظم الكتف الأيسر. عرض خلفي. شوكة لوح الكتف مكتوب اسمها في أعلى المنتصف.
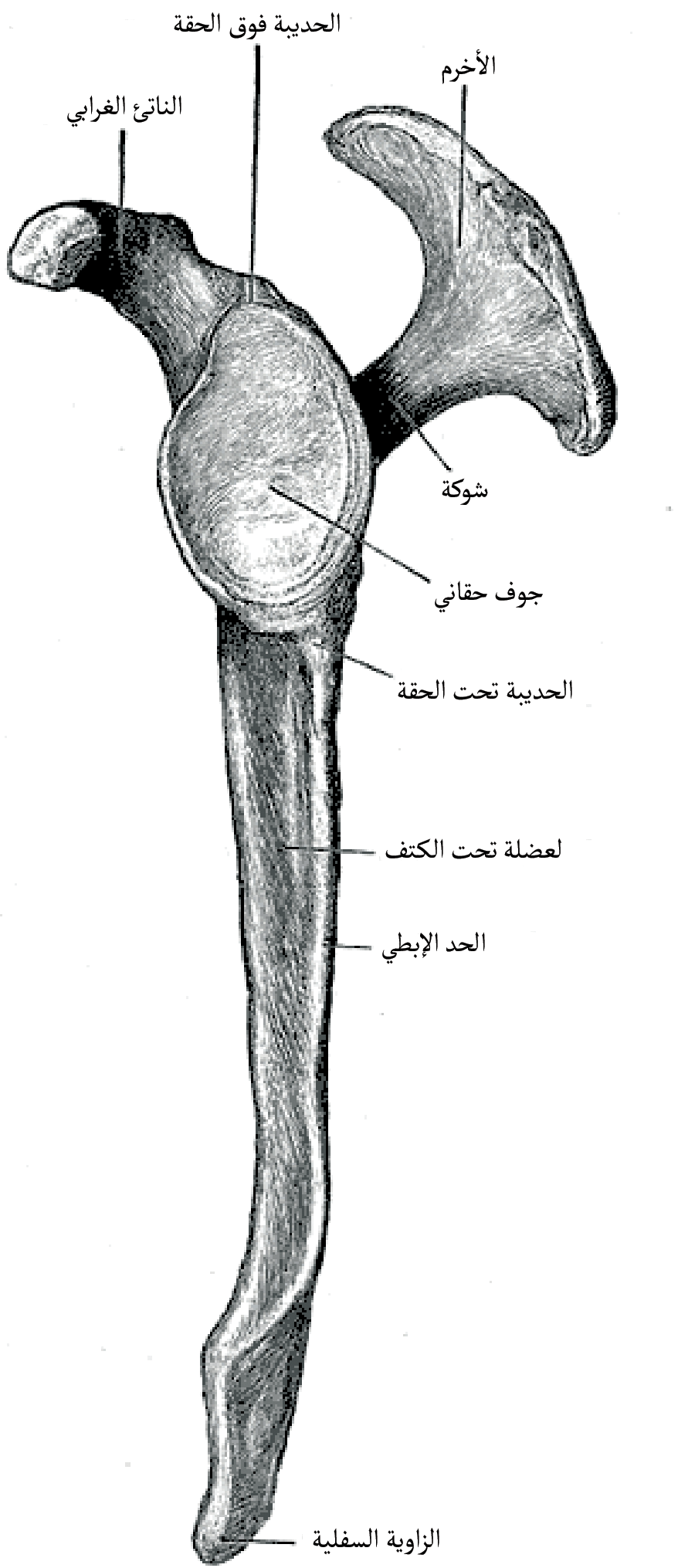
عظم الكتف الأيسر. عرض وحشي. شوكة لوح الكتف أعلى اليمين.
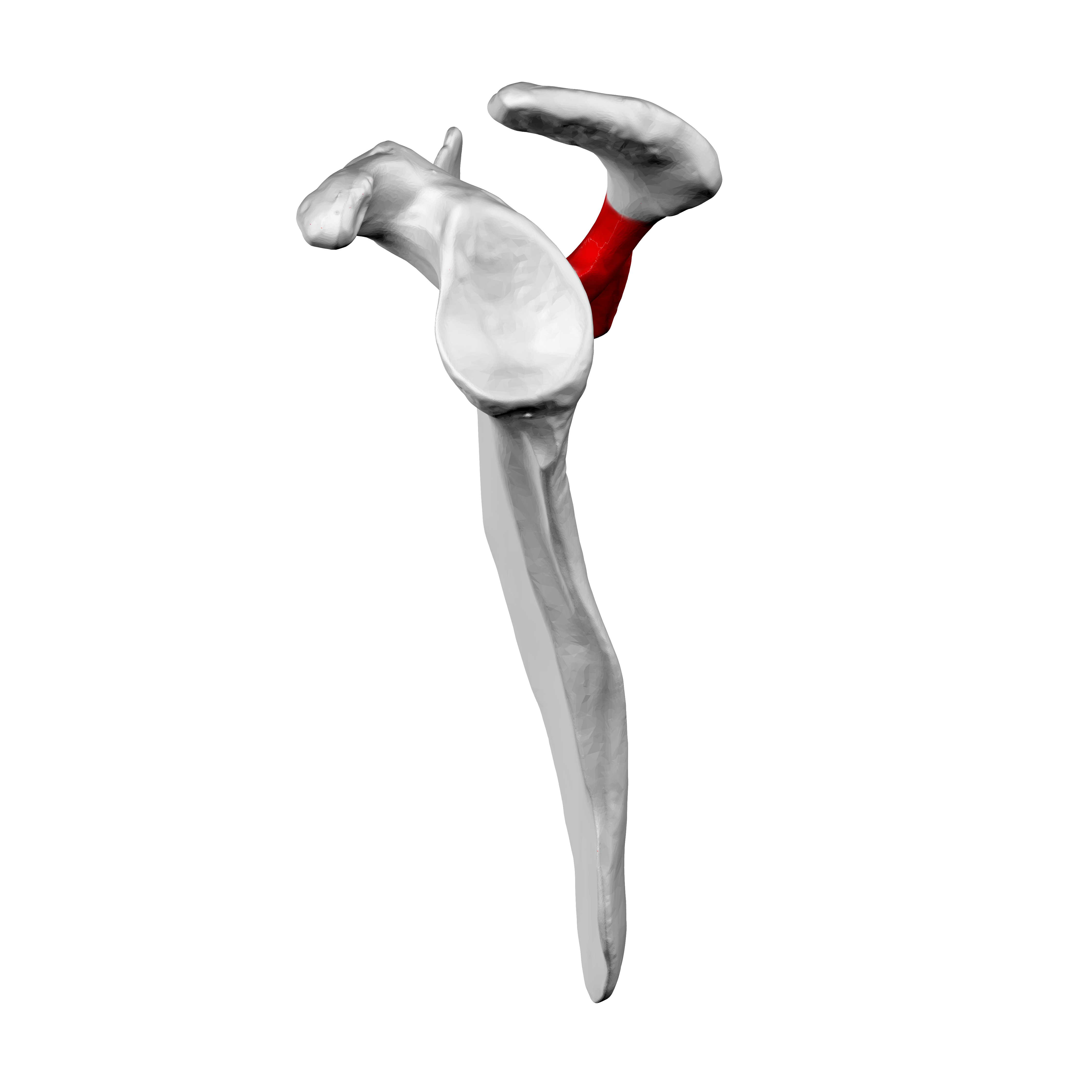
عظم الكتف الأيسر. عرض جانبي وحشي. شوكة لوح الكتف مبينة باللون الأحمر.
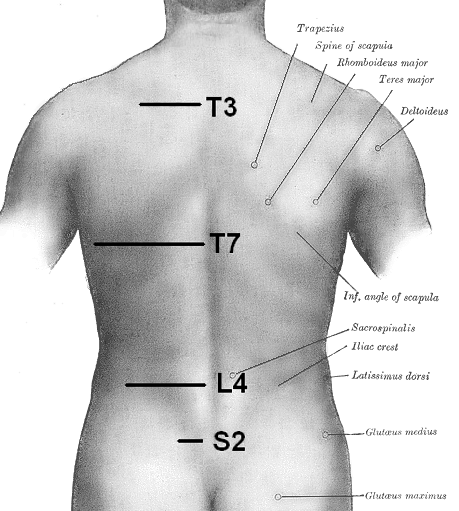
التشريح السطحي للظهر.
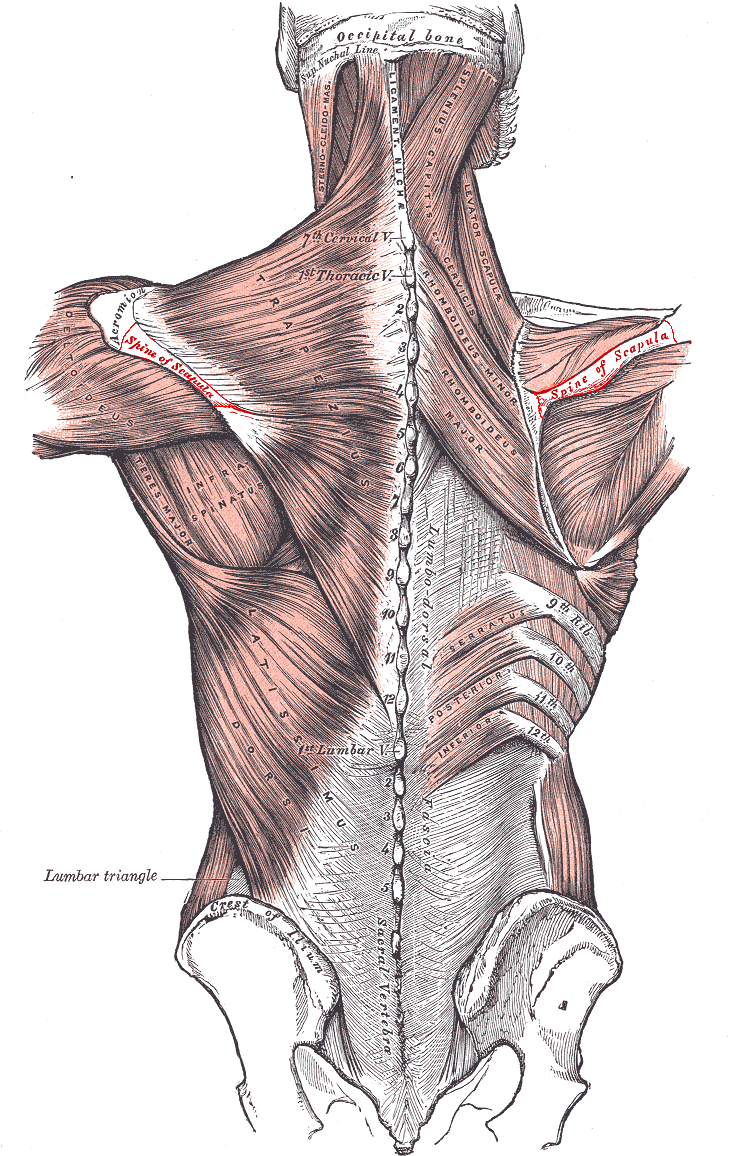
شوكة لوح الكتف باللون الأحمر مبينة العضلات المتصلة بها.
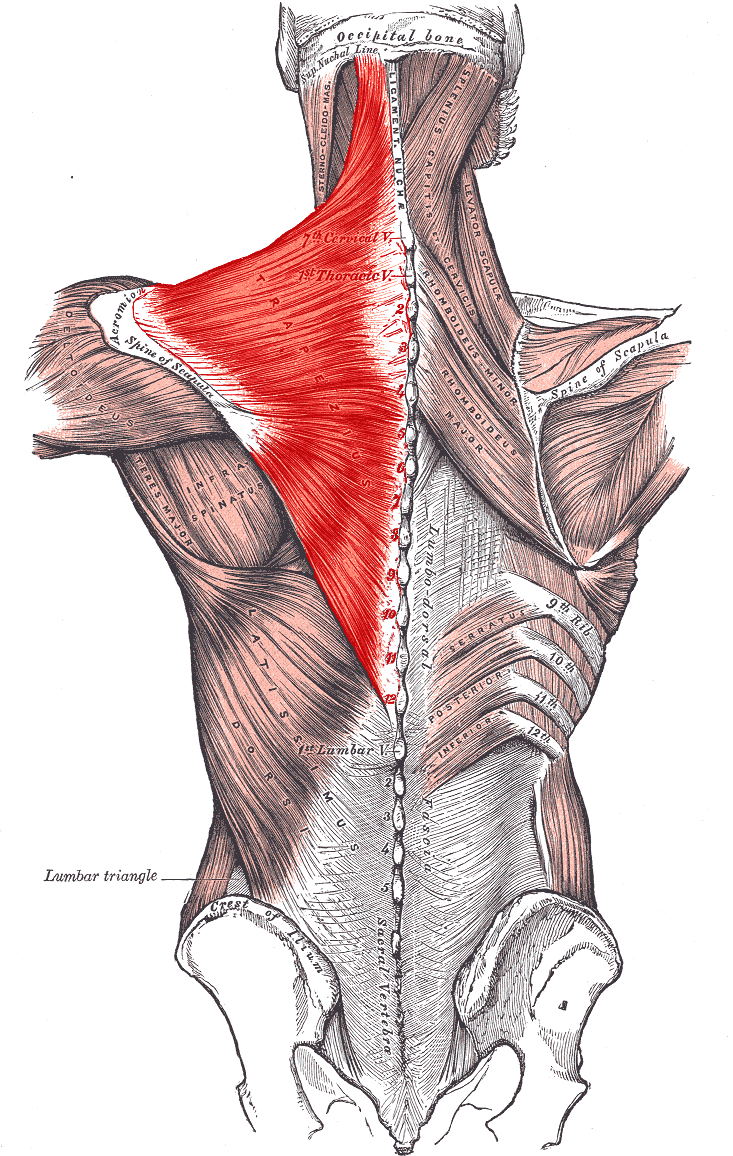
العضلة شبه المنحرفة.
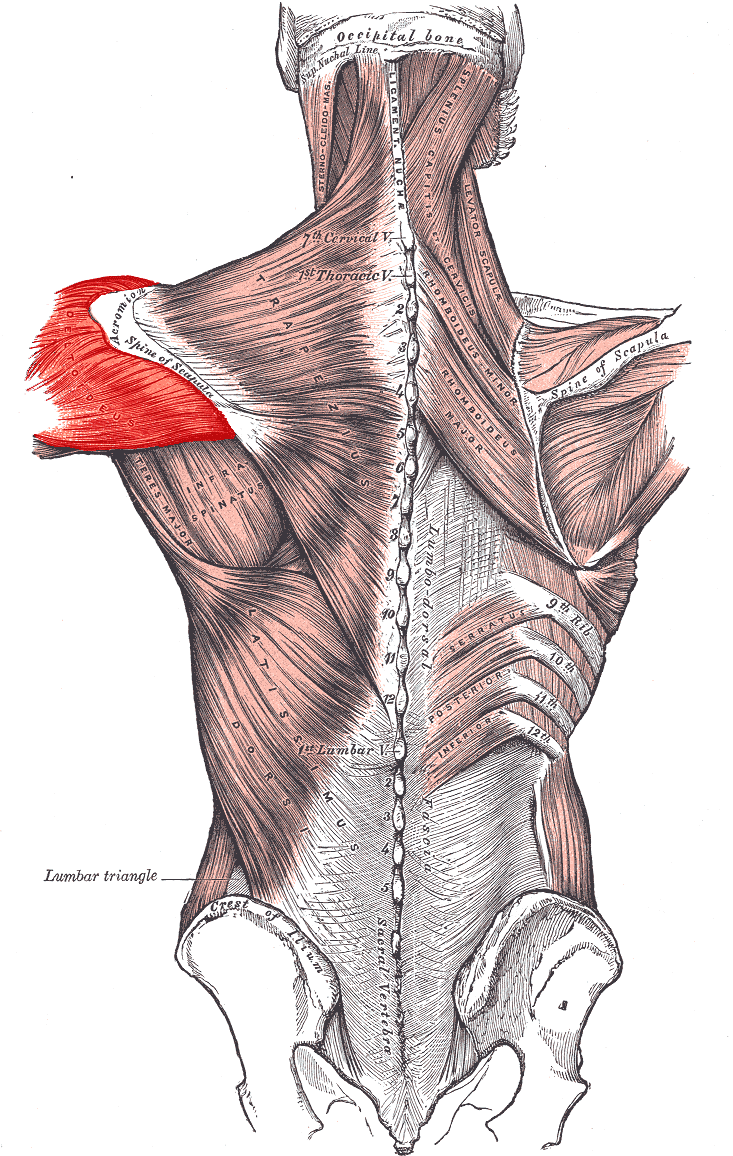
العضلة المثلثة (الدالية).

## وصلات خارجية
- صور تشريحية:03:os-0106 في مركز داونستيت الطبي التابع لجامعة نيويورك - "Scapular Region: Scapula (Left)"